# Pölitz
Pölitz là một đô thị ở huyện Stormarn, bang Schleswig-Holstein, Đức. Đô thị này có diện tích 12,97 km², dân số thời điểm 31 tháng 12 năm 2006 là 1175 người.